# Titularbistum Tyndaris
Tyndaris (ital.: Tindari) ist ein Titularbistum der römisch-katholischen Kirche. 
Es geht zurück auf ein untergegangenes Bistum des antiken Orts Tindari in Sizilien. Es gehörte der Kirchenprovinz Syrakus an.
| Titularbischöfe von Tyndaris |                                                         |                                                  |                   |               |
| Nr.                          | Name                                                    | Amt                                              | von               | bis           |
| 1                            | Raymond Philip Etteldorf Titularerzbischof pro hac vice | Kurienerzbischof                                 | 21. Dezember 1968 | 15. März 1986 |
| 2                            | Paolo Giglio Titularerzbischof pro hac vice             | Apostolischer Nuntius                            | 4. April 1986     | 7. März 2016  |
| 3                            | Luiz Antônio Lopes Ricci                                | Weihbischof in Niterói (Brasilien)               | 10. Mai 2017      | 6. Mai 2020   |
| 4                            | Dorival Souza Barreto Júnior                            | Weihbischof in São Salvador da Bahia (Brasilien) | 4. November 2020  | 18. Juni 2025 |